# De Fontein (Nieuw-Vennep)
De Fontein is het kerkgebouw van de Christelijke Gereformeerde Kerk (CGK) in Nieuw-Vennep in de Nederlandse gemeente Haarlemmermeer. De Fontein wordt op zondagen en christelijke feestdagen gebruikt voor kerkdiensten.

## Geschiedenis
In 1904 werd er een kerkgebouw gebouwd dat de voorganger was van De Fontein. Dit kerkgebouw bood plaats aan zo'n 100 gemeenteleden. In 1966 werd er een nieuw kerkgebouw gebouwd ter vervanging van het vorige kerkgebouw dat te klein geworden was.

### Gemeente
De Christelijke Gereformeerde Kerk te Nieuw-Vennep is opgericht op 24 november 1895. Het is daarmee de op een na oudste gemeente van de Christelijke Gereformeerde Kerken in de classis Haarlem. De gemeente bestaat (per 1 januari 2015) uit 308 leden.